# Aleksandr L'vovič Naryškin
Aleksandr L'vovič Naryškin (in russo Александр Львович Нарышкин?; 26 aprile 1694 – 25 gennaio 1746) è stato un politico russo.

## Biografia
Era il figlio di Lev Kirillovič Naryškin, e della sua prima moglie, Praskov'ja Fëdorovna Naryškina.

## Carriera
Nel 1708, su ordine di Pietro I, iniziò un viaggio all'estero per la formazione nella marina. Visse in Inghilterra fino al 1709 dopodiché visse nei Paesi Bassi.
Dai Paesi Bassi, navigò su navi verso la Spagna, il Mar Mediterraneo e la Sicilia. Durante quel periodo venne promosso al grado di tenente della marina olandese. Tra il 1715 e il 1721 ha vissuto in Italia e Francia, dopo aver trascorso un anno e mezzo a Brest.
Nel febbraio 1721 tornò in Russia. Nel marzo dello stesso anno venne promosso al grado di tenente. Nel mese di ottobre dello stesso anno venne promosso al grado di comandante. Nel gennaio 1722 è stato nominato direttore dell'Accademia Navale.
Nel passaggio del potere da Caterina I a Pietro II, Aleksandr prese parte alla congiura di António Manuel de Vieira. Di conseguenza, dopo il regno di Pietro II, fu mandato in esilio. Tuttavia, il 27 settembre dello stesso anno, gli fu permesso di tornare nella capitale.
Nel gennaio 1729 fu mandato nuovamente in esilio. Nel 1731 fece parte del consiglio privato. Nel 1737 è stato membro della corte del principe Dmitrij Michajlovič Golicyn.
Massone, fu il fondatore della loggia "Apollon" di San Pietroburgo e membro della loggia del duca di Villeroy a Parigi.

## Matrimonio
Sposò la contessa Elena Aleksandrovna Apraksina (1708-1767), nipote di Pëtr Matveevič Apraksin. Ebbero cinque figli:
- Aleksandr Aleksandrovič (1726-1795);
- Natal'ja Aleksandrovna (1729-1760), sposò Sergej Senjavin;
- Marija (1730-1780), sposò Michail Michajlovič Izmajlov, non ebbero figli;
- Lev Aleksandrovič (1733-1799);
- Agrippina Aleksandrovna, sposò Nikolaj Ivanovič Nepljuev, ebbero un figlio.

## Morte
Morì il 25 gennaio 1746.